# Autódromo Las Paredes
Der Autódromo Las Paredes ist eine Motorsport-Rennstrecke bei San Rafael in der Provinz Mendoza in Argentinien. Die Anlage liegt etwa 7 km nordwestlich des Stadtzentrums von San Rafael und 5 km östlich der namensgebenden Gemeinde Las Peredes und grenzt unmittelbar nördlich an den Flughafen von San Rafael an.

## Geschichte
Der Kurs wurde 1968 eröffnet und wird seitdem für verschiedene kleinere Rennserien verwendet. Zu den bekanntesten zählt die TC2000-Meisterschaft. Seit 2019 ruht der Betrieb auf der Rennstrecke.

## Streckenlayouts

Ursprünglicher Kurs
Kurs 2
Kurs 4